# Tomy
TOMY Company, Ltd., в Японии известная как TAKARA TOMY (яп. 株式会社タカラトミー кабусики-гайся Такара Томи), — японская компания, один из ведущих в стране производителей игрушек.
Была создана 1 марта 2006 года путём слияния двух компаний по производству игрушек: Tomy (основана в 1924 году как компания «Томияма», в 1963 году переименована в «Томи») и Takara (основана в 1955 году)./
Участвовала в создании, совместно с Sony Group и Университетом Дошиша (Doshisha University), лунохода для японского лунного зонда SLIM — Lunar Excursion Vehicle 2 (LEV-2) или Sora-Q — крошечного вездехода-трансформера весом 250 г, который мог менять свою форму и передвигаться по поверхности Луны, перекатываясь как бейсбольный мяч; кроме того он оснащён двумя небольшими камерами..